# Canal de La Perla
Il Canal de la Perla è un antico canale di irrigazione sotterraneo, ubicato nel centro della città di Torreón, nello stato di Coahuila in Messico, oggi viene utilizzato come attrazione turistica e percorso culturale.

## Storia
Il Canal de la Perla, faceva parte del "Tajo de la Perla", (Taglio della Perla), con una lunghezza totale di 12,5 chilometri, costruito intorno al 1891 ed entrato in funzione nel 1893, originalmente veniva utilizzato come canale di irrigazione. Questo canale faceva parte di una rete di irrigazione che trasportava l'acqua dal fiume Nazas che passa a est della città di Torreón, inizialmente passava attraverso il centro storico a cielo aperto. Questo canale d'irrigazione era un braccio del Canal del Torreón che, insieme al Canal de la Concha, prendeva il suo corso dal fiume Nazas e il suo percorso è circa quello sotto all'attuale Boulevard Independencia. Con la crescita della città di Torreón, il Canal de la Perla fu coperto gradualmente con una volta in mattoni, da ciascuno dei proprietari dei terreni dove passava, completando la volta nel 1910, arrivando ad avere 4 metri di larghezza e sei metri di altezza nel punto più alto, i muri hanno uno spessore di 90 centimetri. Passò quindi da canale di irrigazione a canale di scolo nel 1925, poi con un decreto emesso dalla città di Torreón nel 1940, furono realizzati i collegamenti di drenaggio degli edifici circostanti, per motivi sanitari e idrici. Nel 1968 fu chiuso a causa dell'alluvione che colpì la regione e da quel momento venne dimenticato. È stato riscoperto casualmente nel marzo del 2003, quando, durante dei lavori di rifacimento della piazza, un autocarro con cassone ribaltabile, a causa dell'eccesso di peso, ruppe una delle volte con la gomma posteriore, proprio all'altezza di Calle Hidalgo e Rodríguez. L'allora incaricato dalla Direzione Lavori Pubblici cittadini, l'ingegner Gerardo Berlanga, gli diede un uso Storico-Turistico. Successivamente è stato chiuso per motivi di sicurezza, dopo un lavoro di pulizia e restauro è stato aperto al pubblico nel 2014. Il Canal de la Perla ha questo nome perché irrigava le terre dell'Hacienda la Perla, che apparteneva a Feliciano Cobian, imprenditore dedito alla coltivazione del cotone. Attualmente è aperto al pubblico, l'ingresso è gratuito.

## Offerte culturali

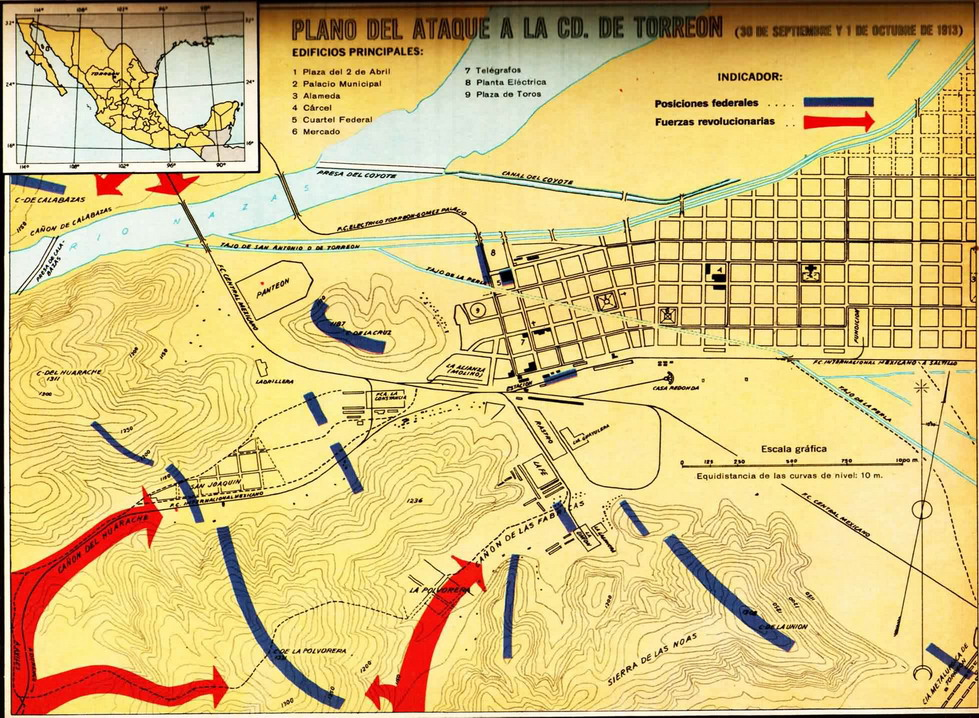
Mappa del centro della città di Torreón, dove si nota il tracciato del Canal de la Perla, nel 1913.

Con un'estensione totale che arriva a 12 chilometri che attraversano Torreón, dei quali oggi restano a cielo aperto 11 chilometri fuori dalla città, grazie al restauro successivo alla sua scoperta, è possibile percorrere attualmente 570 metri sotto la città, dove si possono vedere la volta e i mattoni con cui è stato costruito. È utilizzato per mostre temporanee d'arte, fotografiche e altri eventi, dispone di 4 sale espositive, sono presenti foto e notizie che hanno avuto importanza sulla regione lagunera, a livello nazionale e mondiale, fornite dal giornale locale "El Siglo de Torreón", oltre a un'esposizione permanente di macchine fotografiche, un calamaio, macchine da scrivere, un giornale e altri oggetti, alcuni di questi oggetti vennero ritrovati durante i lavori di pulizia. El Instituto Municipal de Cultura y Educación, (Istituto Municipale di Cultura e Educazione IMCE) offre un'ampia gamma di attività per tutte le età e gusti, come mostre, rassegne cinematografiche, conferenze e laboratori, che vengono annunciati attraverso le reti sociali del Canal de La Perla e dell'IMCE. Lungo il percorso sotterraneo sono stati realizzati quattro nuovi ingressi, così disposti:
- Avenida Hidalgo e la calle Rodríguez
- Avenida Juárez e la calle Cepeda
- Avenida Juárez e la calle Valdez Carrillo
- Avenida Morelos e la calle Zaragoza

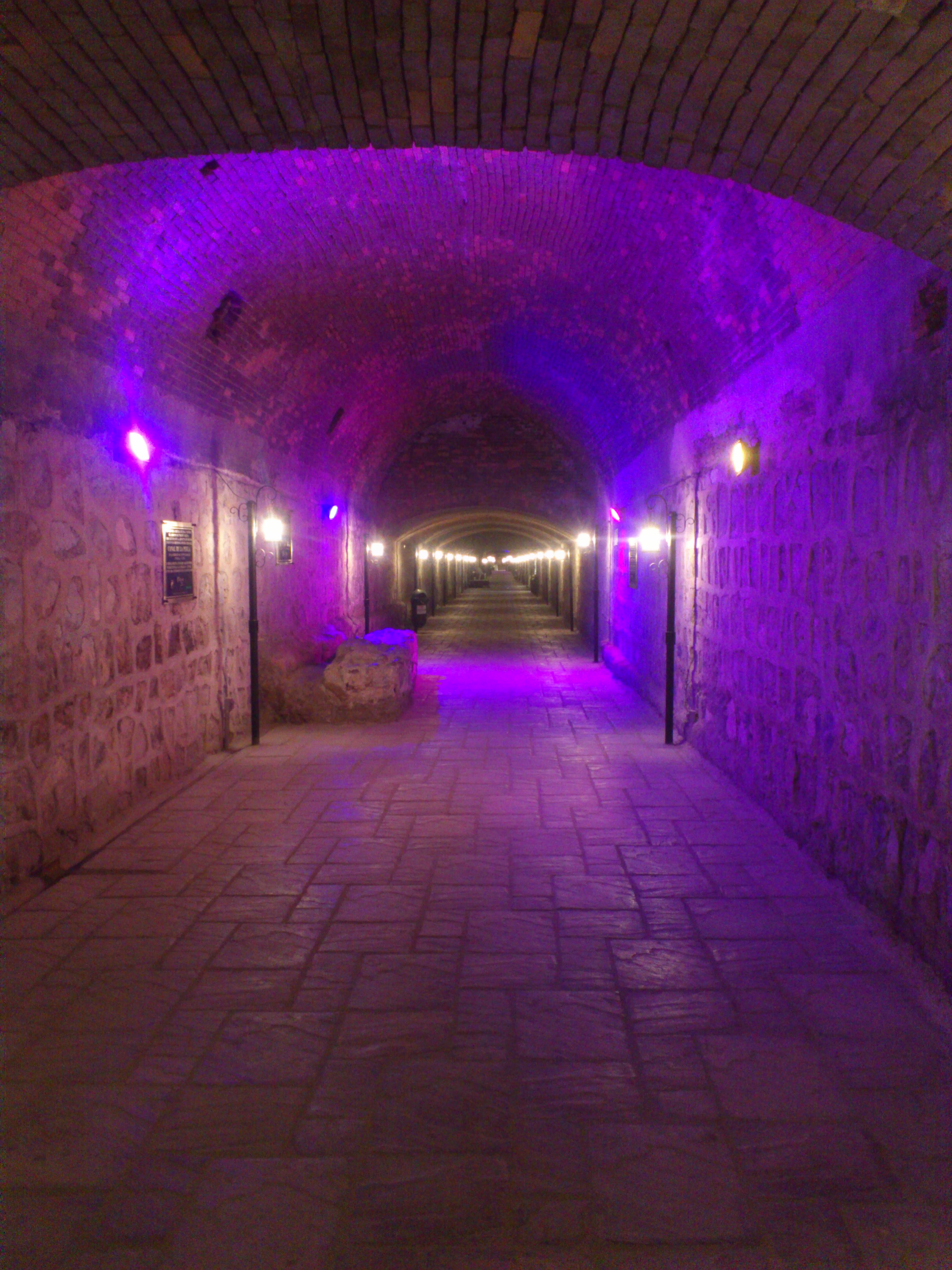
Illuminazione scenografica nel punto più alto del Canal de la Perla